# Torre Balmangan

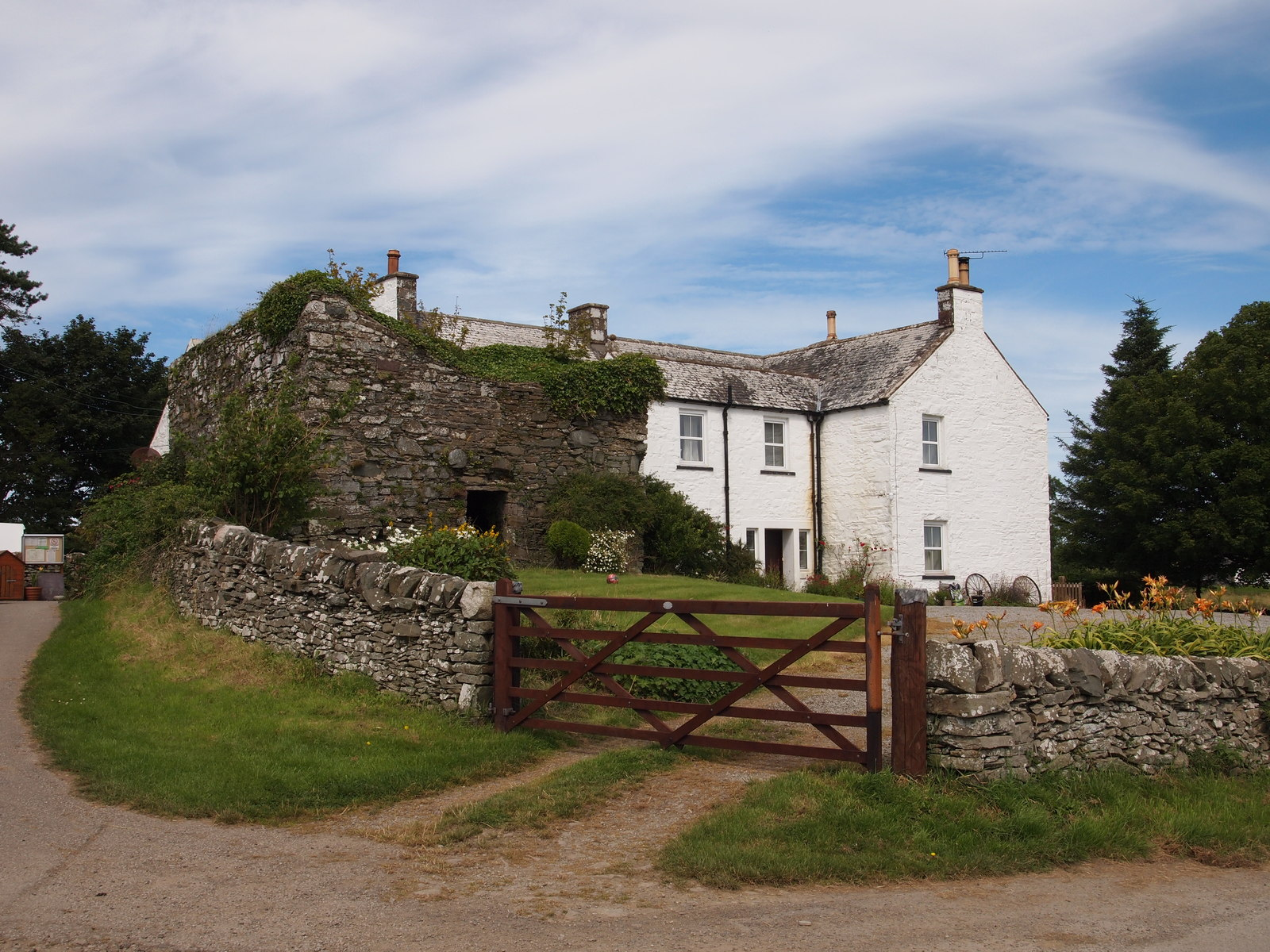
Torre Balmangan

A Torre Balmangan (em língua inglesa Balmangan Tower) é uma torre medieval localizada em Dumfries and Galloway, Escócia.
A torre foi protegida na categoria B do listed building, em 4 de novembro de 1971.